# 加拿大滙豐銀行

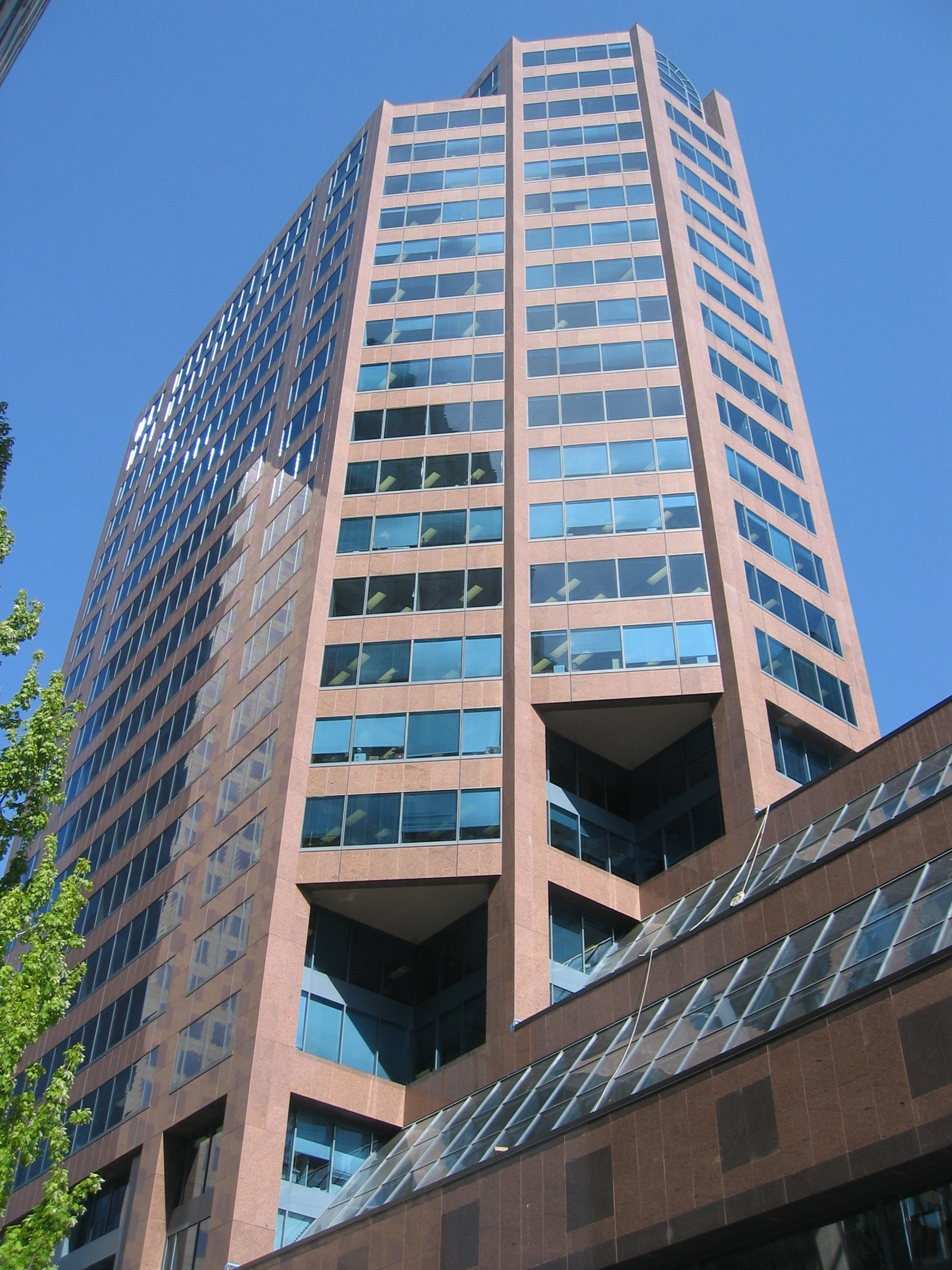
加拿大滙豐銀行大廈

加拿大滙豐銀行（HSBC Bank Canada TSX：HSB）為滙豐集團成員，屬於加拿大第七大銀行，以及加拿大最大的外資銀行，截至2022年9月30日，总资產1340亿加元，總部位於溫哥華，現時加拿大滙豐銀行設有130多家分行及辦事處，截至2020年12月31日及2021年12月31日的财政年度，加拿大汇丰的除税后利润分别为2.3亿美元和5亿美元。2024年3月28日，併入加拿大皇家銀行。

## 簡歷
香港上海滙豐銀行於1981年7月30日依照加拿大銀行法，將加拿大業務註冊成立為加拿大滙豐銀行，初時的英文名為Hongkong Bank of Canada。為了配合集團在太平洋沿岸國家發展業務的方針，就以溫哥華作為加拿大滙豐銀行的總管理處。
加拿大滙豐銀行透過自然發展及對外收購來擴展業務，下列為加拿大滙豐銀行所收購的公司：
- Bank of British Columbia（1986年）
- Lloyds Bank Canada（加拿大萊斯銀行，1990年）
- ANZ Bank of Canada（1993年）
- Metropolitan Trust Company of Canada（1995年）
- M. K. Wong & Associates Ltd.（1996年）
- Barclays Bank of Canada（加拿大巴克萊銀行，1996年）
- Moss, Lawson & Co. Limited（1998年）
- National Westminster Bank of Canada（1998年）
- Gordon Capital Corporation（1999年）
- Prenor Trust Company of Canada（1999年）
- Republic National Bank of New York (Canada)（2000年）
- CCF Canada（2001年）
- Intesa Bank Canada（2004年）
- Invis Inc.（2005年）

在內部，滙豐於1988年將加拿大米特蘭銀行的業務撥入加拿大滙豐，1995年收購BBN James Capel Inc.，並於1996年將美國海豐銀行在西雅圖與波特蘭的分行納入加拿大滙豐銀行的網絡。
1999年，為配合滙豐統一為集團全球品牌，加拿大滙豐銀行的英文名稱改為HSBC Bank Canada，中文名稱維持不變。
2022年11月29日，滙豐控股出售加拿大滙豐銀行個人和商業銀行業務和由加拿大滙豐發行並由滙豐持有之優先股及未償還後償債務给加拿大皇家銀行，作價分別約11億和10億加元，即總作價達135億加元（101億美元）。

## 加拿大滙豐銀行附屬機構
- 滙豐投資管理（加拿大）有限公司
- 滙豐投資基金（加拿大）有限公司
- 滙豐投資代理（加拿大）有限公司
- 滙豐融資（加拿大）有限公司
- 滙豐證券（加拿大）有限公司
- 滙豐信託公司（加拿大）
- NorthstarTradeFinanceInc.20.08％

## 外部連結
- 加拿大滙豐銀行中文網頁